# Peter Freuchen
Lorenz Peter Elfred Freuchen (Nykøbing Falster, 2 de fevereiro de 1886 – Anchorage, 2 de setembro de 1957) foi um navegador, escritor, jornalista, cineasta e antropólogo dinamarquês. Freuchen era filho de Anne Petrine Frederikke (nascida Rasmussen; 1862–1945) e de Lorentz Benzon Freuchen (1859–1927).

## Biografia
Freuchen casou três vezes. A primeira em 1911, com Navarana Mequpaluk, uma mulher inuk falecida de gripe espanhola numa epidemia. Teve dois filhos: o menino Mequsaq Avataq Igimaqssusuktoranguapaluk (1916 - 1962) e a menina Pipaluk Jette Tukuminguaq Kasaluk Palika Hager (1918–1999). Seu segundo casamento, em 1924, com Magdalene Vang Lauridsen (1881–1960) dissolveu-se em 1944. Mais tarde, em 1945, casou-se com a ilustradora dinamarquesa Dagmar Cohn.
Passou grande parte de sua vida em Thule, Groenlândia, vivendo com os inuit. Trabalhou junto a Knud Rasmussen, durante a expedição que cruzou a Groenlândia até o Pacífico.
Em 1910, Knud Rasmussen e Peter Freuchen estabeleceram a Estação Comercial Thule, da qual Freuchen foi governador entre 1913 e 1920, em Cabo York (Uummannaq), Groenlândia.
Em 1920 uniu-se aos social-democratas da Dinamarca e escreveu em seu jornal Politiken.
Durante a Segunda Guerra Mundial, Freuchen uniu-se à resistência dinamarquesa contra os nazistas, pelo que foi detido e condenado a morte pelas tropas de ocupação alemã. Conseguiu escapar e fugir para a Suécia.
Passou os últimos anos nos Estados Unidos, junto com sua esposa Dagmar Cohn, em Nova York e em Noank. O prefacio de sua última obra, O livro dos sete mares, está datado de 30 de agosto de 1957, em Noank. Morreu de um ataque do coração três dias depois em Elmendorf (Anchorage), Alasca. Depois suas cinzas foram espalhadas em Thule.

## Livros
- Aventura no Ártico, 2014, Interfolio Livros ISBN 9788494061059